# Swear It Again
Swear It Again è un singolo discografico del gruppo pop irlandese Westlife, pubblicato nel 1999. 

## Il brano
Il brano è stato scritto da Wayne Hector e Steve Mac e prodotto da quest'ultimo. 
Si tratta del primo singolo in assoluto della band, ossia del primo brano estratto dall'album d'esordio Westlife.
Il videoclip è stato realizzato in due versioni: quella britannica è diretta da Wayne Isham e ambientata in un piccolo teatro, mentre quella statunitense è diretta da Nigel Dick.

## Tracce
UK CD 1
1. Swear It Again (Radio Edit) - 4:04
2. Forever - 5:05
3. Interview (Video)

UK CD 2
1. Swear It Again (Radio Edit) - 4:04
2. Swear It Again (Rokstone Mix) - 4:07
3. Interview (Audio) - 3:36

## Classifiche
| Classifica (1999) | Posizione raggiunta |
| ----------------- | ------------------- |
| Regno Unito       | 1                   |